# Sasha Morgenthaler
Pour les articles homonymes, voir Morgenthaler.
Sasha Morgenthaler, née le 30 novembre 1893 à Berne et morte le 18 février 1975 à Zurich, est une artiste suisse, créatrice de poupées.

## Biographie

### Origines et famille
Sasha Morgenthaler naît Mary Madeleine von Sinner le 30 novembre 1893 à Berne. Elle est originaire du même lieu. Son père, qui décède alors qu'elle est encore très jeune, est Eduard von Sinner ; sa mère, originaire de Berlin et de confession juive, est née Marie Borchardt,.
Elle épouse le peintre Ernst Morgenthaler en 1916. Ils ont trois enfants : Niklaus Morgenthaler, né en 1918 et devenu architecte, le neurologue et psychanalyste Fritz Morgenthaler, né en 1919, et une fille.

### Études
Après le gymnase à Berne à partir de 1906, en section littéraire, elle fait l'école des beaux-arts de Genève de 1909 à 1913, grâce au soutien de Paul Klee, ami de la famille. Elle passe l'année 1914 chez le peintre Cuno Amiet, à Oschwand,. Elle fréquente ensuite l'école d'art de Simon Hollósy à Munich de 1915 à 1916. Elle abandonne néanmoins la peinture après son mariage en 1916, soutenant son mari dans ses propres activités.
Elle fait plus tard une formation de sage-femme, de 1934 à 1935.

### Parcours artistique
Elle monte en 1922 une exposition d'animaux en peluche et de sculptures en textile au musée d'art de Winterthour (de), puis crée des peluches et des poupées pour ses enfants et filleuls. 
Elle trouve son style réaliste grâce au sculpteur Karl Geiser (de), ami du couple, remplaçant « les poupées artificielles aux regards de chiens de faïence par des bébés presque vrais », dont tous les membres peuvent être bougés. D'abord en tissu, le corps de ses poupées sont ensuite en plâtre. 
Elle crée à partir de 1939 des mannequins et des marionnettes pour des maisons de mode, des foires et des expositions à Zurich, Bâle et l'étranger.  
D'une grande valeur artistique, les « poupées-Sasha », qu'elle confectionne à la main ou fabrique en série (d'abord quelque 250, puis 150 par an) à partir de 1943 dans son atelier zurichois grâce à une petite équipe, la font connaître internationalement,. Ses poupées ont seulement quatre têtes différentes, mais leurs yeux peints, leur coiffure en cheveux naturels et leurs vêtements les rendent chacune unique. 
Les poupées-Sasha sont produites sous licence à Rödental, en Allemagne de l'Ouest de 1964 à 1970, puis à nouveau à partir de 1995. Des modèles en vinyle sont également produits à Stockport, en Angleterre, de 1966 à 1986. 
En 1950, Sasha Morgenthaler crée par ailleurs une poupée d'exercice en plâtre pour l'enseignement des soins à donner aux nourrissons, analogue à celle de Käthe Kruse.  

### Voyages
Après la mort de son mari en 1962, avec lequel elle avait fait plusieurs grands voyages, elle entreprend encore six tours du monde.

### Mort et sépulture

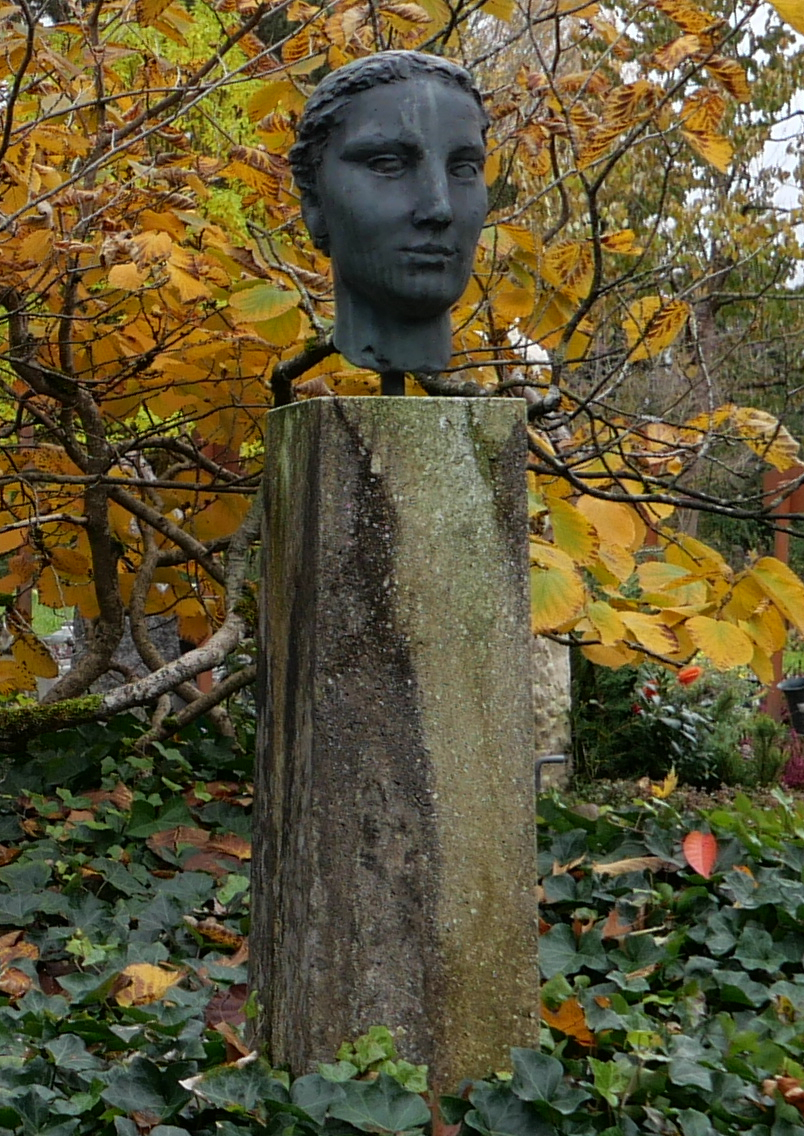
Pierre tombale au cimetière du Hönggerberg à Zurich.

Elle meurt le 18 février 1975 à Zurich, à l'âge de 82 ans.
Elle est enterrée au cimetière du Hönggerberg (de) à Zurich.

## Expositions
- 1970 : Musée des Arts décoratifs de Paris[5]
- 1993 : Musée du jouet de Zurich (de)[6]